# Juhö

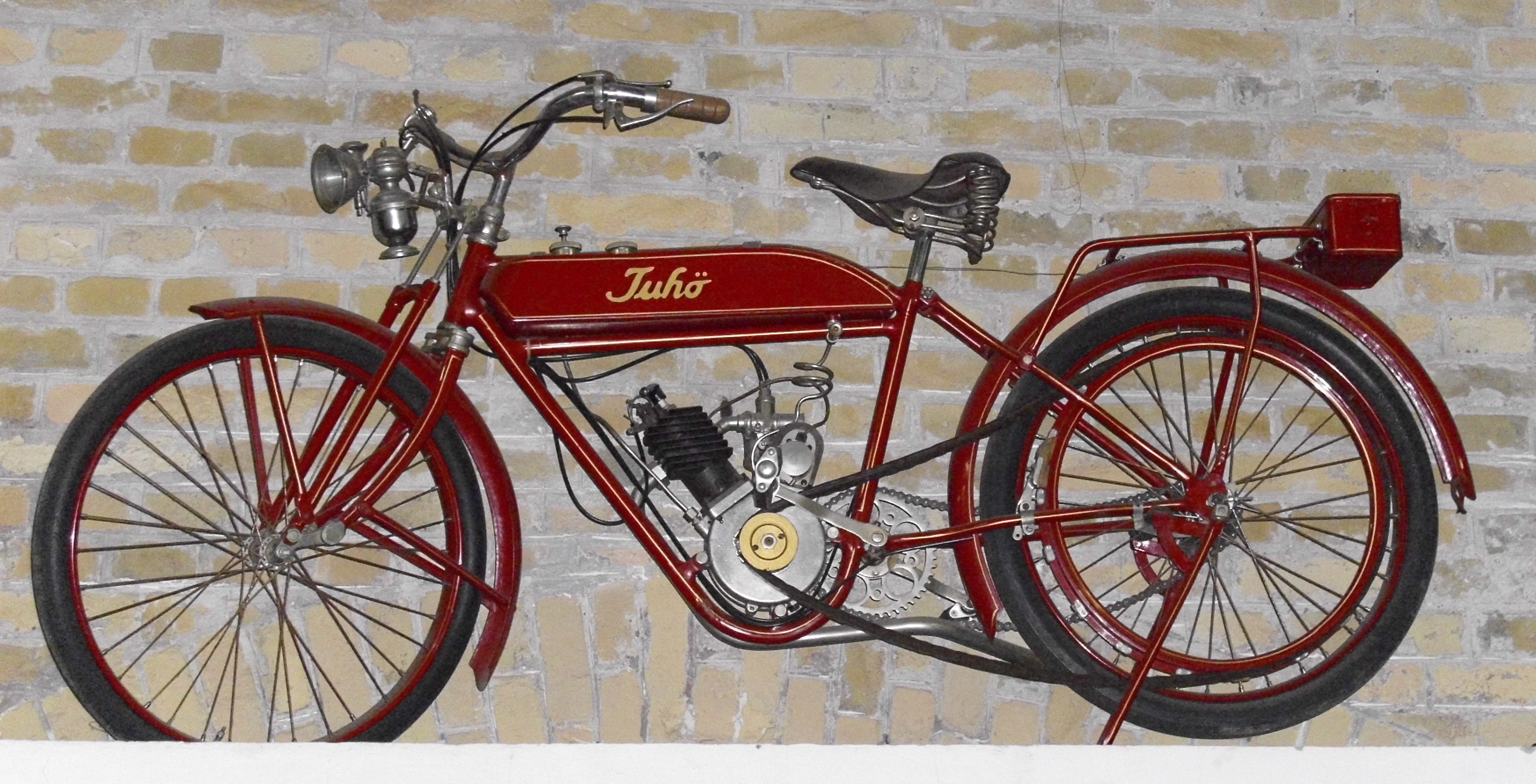

Juhö is een historisch merk van motorfietsen.
Juhö: Julius Höflich Kraftfahrzeugwerk AG, Fürth (1922-1925). 
Juhö bouwde door ingenieur Leo Falk ontworpen 148 cc zijkleppers en 195 cc tweetakten. Mogelijk werd de naam als "Hoeflich" geschreven en stond er dus Juhoe op de tank...
In 1922 werd er ook een auto gebouwd met een 400cc motor.